# Moechotypa paraformosana
Moechotypa paraformosana är en skalbaggsart som beskrevs av Stefan von Breuning 1979. Moechotypa paraformosana ingår i släktet Moechotypa och familjen långhorningar.
Artens utbredningsområde är Taiwan. Inga underarter finns listade i Catalogue of Life.